# فارنوم فيش
فارنوم فيش (Farnum Thayer Fish) (5 أكتوبر 1896 - 30 يوليو 1978) من أوائل الطيارين الامريكيين، عرف باسم الطيار الصبي "Boy Aviator". كان في سن الخامسة عشرة عندما أصبح "أصغر طيار مرخص في العالم".

## السنوات الأخيرة
بعد خدمته العسكرية، أصبح رجل أعمال في لوس أنجلوس. في سن 74، كان يدير هو وزوجته متجرًا للتماثيل ويعيشان في سان بابلو، كاليفورنيا.
توفي في 30 يوليو 1978.

## روابط خارجية
- Photograph of "Farnum Fish and an unidentified woman seated in an early airplane, San Diego Historical Society
- Photographs in the University of South California Digital Library:
  - "Aviator Farnum Fish in a Wright biplane at the Dominguez Hills Air Meet, 1912 (1916?)"
  - "Aviator Farnum Fish aloft with a passenger at the Dominguez Hills Air Meet, 1912"
  - "Aviators Farnum Fish and Lincoln Beachey in flight at the Dominguez Hills Air Meet, 1912"